# Babynino (wieś w obwodzie kałuskim)
Babynino (ros. Бабынино) – wieś (sieło) w Rosji, w obwodzie kałuskim, w rejonie babynińskim. W 2010 liczyła 439 mieszkańców.